# SN 2001dh
SN 2001dh – supernowa typu II odkryta 22 lipca 2001 roku w galaktyce M-06-44-26. W momencie odkrycia miała maksymalną jasność 15,50m.